# Pero sprata
Pero sprata là một loài bướm đêm trong họ Geometridae.